# Peckia gagnei
Peckia gagnei är en tvåvingeart som först beskrevs av Guilherme A.M.Lopes 1975.  Peckia gagnei ingår i släktet Peckia och familjen köttflugor.
Artens utbredningsområde är Dominica. Inga underarter finns listade i Catalogue of Life.